# Městská knihovna (Subotica)

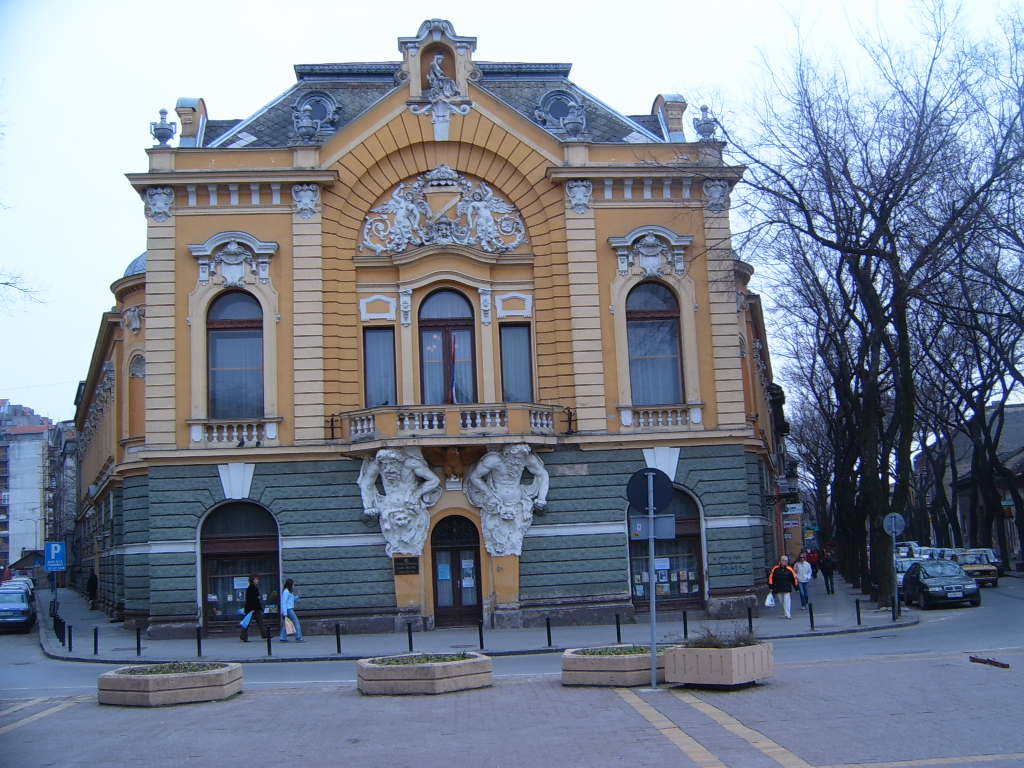
Budova knihovny.

Městská knihovna (srbsky Gradska biblioteka, maďarsky ?) je veřejnou institucí tohoto typu ve městě Subotica na severu Srbska v autonomní oblasti Vojvodina. Má působnost pro Severobačský okruh. Sídlí na adrese Cara Dušana 2.
Knihovna byla založena dne 13. října 1890. Ve své současné budově sídlí od roku 1953. Budova je památkově chráněná a jejím architektem byl Ferenc Reichle. Historicky byl významnou osobností, která se zasloužila o rozvoj knihovního fondu, Mijo Mandić. V roce 2024 byla plánována rekonstrukce budovy knihovny.
Knižní fond knihovny činí celkem 280 tisíc knih, k tomu je zde fond periodik s okolo čtyřmi tisíci kusů. Je zde i sbírka 9200 knih regionálního významu. Fond je v souvislosti s jazykovou různorodostí města rozdělen na srbskou a na maďarskou část. 
Knihovna také organizuje řadu kulturních akcí, výstav, přednášek apod.
Knihovna sídlí v historizující budově vyprojektované známým maďarským architektem Ferencem Raichlem. Nápadná je díky atlantům, které vytvořil akademický sochař Ede Telcs.